# Mistrzostwa Polski w Łyżwiarstwie Szybkim w Wieloboju 1991
63. Mistrzostwa Polski w łyżwiarstwie szybkim w wieloboju odbyły się w 1991 roku w Warszawie na torze Stegny. Złote medale zdobyli Agata Zdrojek i Jaromir Radke.

## Kobiety
| Msc. | Zawodniczka                               | 500 m | 1500 m | 3000 m | 5000 m | Wielobój |
| 1.   | Agata Zdrojek (Marymont Warszawa)         |       |        |        |        | 194,770  |
| 2.   | Ewa Borkowska-Wasilewska (Olimpia Elbląg) |       |        |        |        | 199,286  |
| 3.   | Anna Brzuszczyńska (Orzeł Elbląg)         |       |        |        |        | 198,069  |

## Mężczyźni
| Msc. | Zawodnik                            | 500 m | 1500 m | 5000 m | 10 000 m | Wielobój |
| 1.   | Jaromir Radke (CWKS Legia Warszawa) |       |        |        |          | 173,150  |
| 2.   | Andrzej Makowski (Zagłębie Lubin)   |       |        |        |          | 178,753  |
| 3.   | Mariusz Maślanka (Orzeł Elbląg)     |       |        |        |          | 179,046  |